# 阿切图拉
阿切图拉（義大利語：Accettura），是意大利马泰拉省的一个市镇。总面积89平方公里，人口2033人，人口密度22.8人/平方公里（2009年）。ISTAT代码为077001。